# Tidvattenkanal
| Tidvattenkanal |
| --- |
| Flygbild av tidvattenkanal i Vadehavet vid Borkum. - Betydelse – smalt inlopp eller en flodmynning där vattenströmningen påverkas av tidvatten - Förekomst – flacka kuster i Danmark, Tyskland, Nederländerna, Frankrike, Storbritannien etc. - Karaktär – starka strömmar och risk för strandning av fartyg (p.g.a. tidvattnet) |

En tidvattenkanal (danska pril, tyska Priel) är ett smalt inlopp eller en flodmynning där vattenströmningen påverkas av ebb och flod. Där tränger ibland saltvatten från havet in, varvid sötvatten och saltvatten blandas. En mynningsvik, ett estuarium, bildas då. Tidvattenkanaler finns i många låglänta och tidvattenutsatta kustområden runt Nordsjön och andra delar av nordvästra Europa. Sådana kustområden finns bland annat vid Danmark, Tyskland, Nederländerna, Storbritannien samt nordvästra Frankrike. Tidvattenkanaler förbinder ofta havet med en innanförliggande lagun.

## Olika länder

### Danmark
Det danska ordet "pril" kommer från nederländska, lågtyska och nordfrisiska. Prilerna är tidvattenströmmar i Vadehavet eller i marsklandet, och de är kopplade till öppet hav eller till större priler. Det är genom prilerna som vattnet rinner in och ut ur Vadehavet i hög hastighet vid ebb och flod.

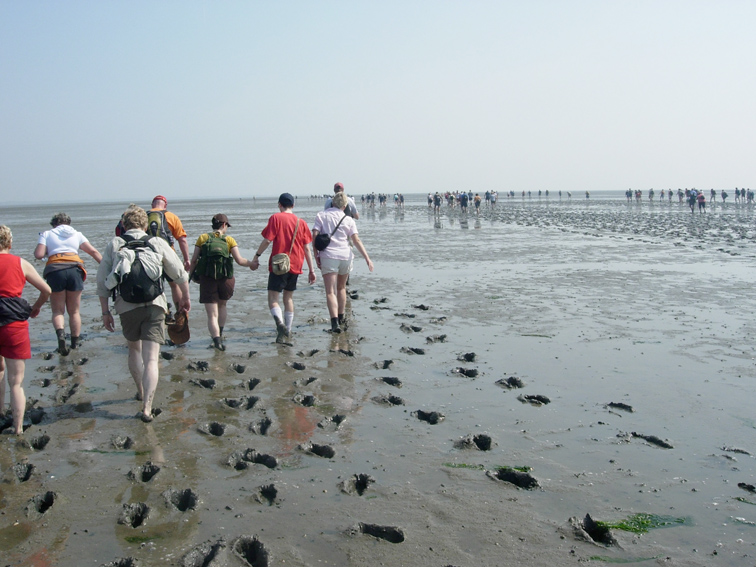
Vadevandring i Danmark.

Den största danska tidvattenkanalen är Listerdyb mellan Vadehavsöarna Sylt och Rømø, i en ränna som är 1,5 km bred och 30 meter djup. De andra tre stora är Juvre Dyb (mellan Rømø och Mandø), Knudedyb (mellan Mandø och Fanø) och Grådyb (mellan Fanø och Skallingen. Många tidvattenkanaler har ett starkt och farligt flöde. Det kan vara riskabelt att korsa en tidvattenkanal under en så kallad "vadevandring", när man går på mark som är torrlagd av ebb, eftersom vattendjupet är svårt att bedöma. Stora tidvattenströmmar i södra Slesvig är Fartrap Dyb (söder om Sylt), Nørre och Sønder å söder om Amrum och Föhr och Heverstrømmen i Vadehavet norr om Ejdersted. Tidvattenkanaler finns det också där sältor inte övergår i marskland, till exempel i bodden i Östersjön.

### Runt Nordsjön
Tidvattenkanaler är vanliga längs med den tyska Nordsjökusten, utefter de nord- och östfrisiska kusterna. I norra delen av Nederländerna är den flacka kustlinjen ofta präglad av tidvattenkanaler. Så är det vid Texel och de andra västfrisiska öarna.

### Brittiska öarna
Runt Brittiska öarna förekommer tidvattenkanaler runt stora delar av Nordsjökusten, samt låglänta kuststräckor med högt tidvatten – inklusive i Wales och i sydvästra England. På Irland finns det bland annat i sydväst, vid Kerry.

### Frankrike
I Frankrike finns tidvattenkanaler bland annat längs med kustområden runt Bretagne.

### Utanför Europa
I USA är tidvattenkanaler vanliga vid kusten i North Carolina. Fenomenet förekommer även i Indien, bland annat runt Salsetteön, där Bombay är beläget.

## Galleri

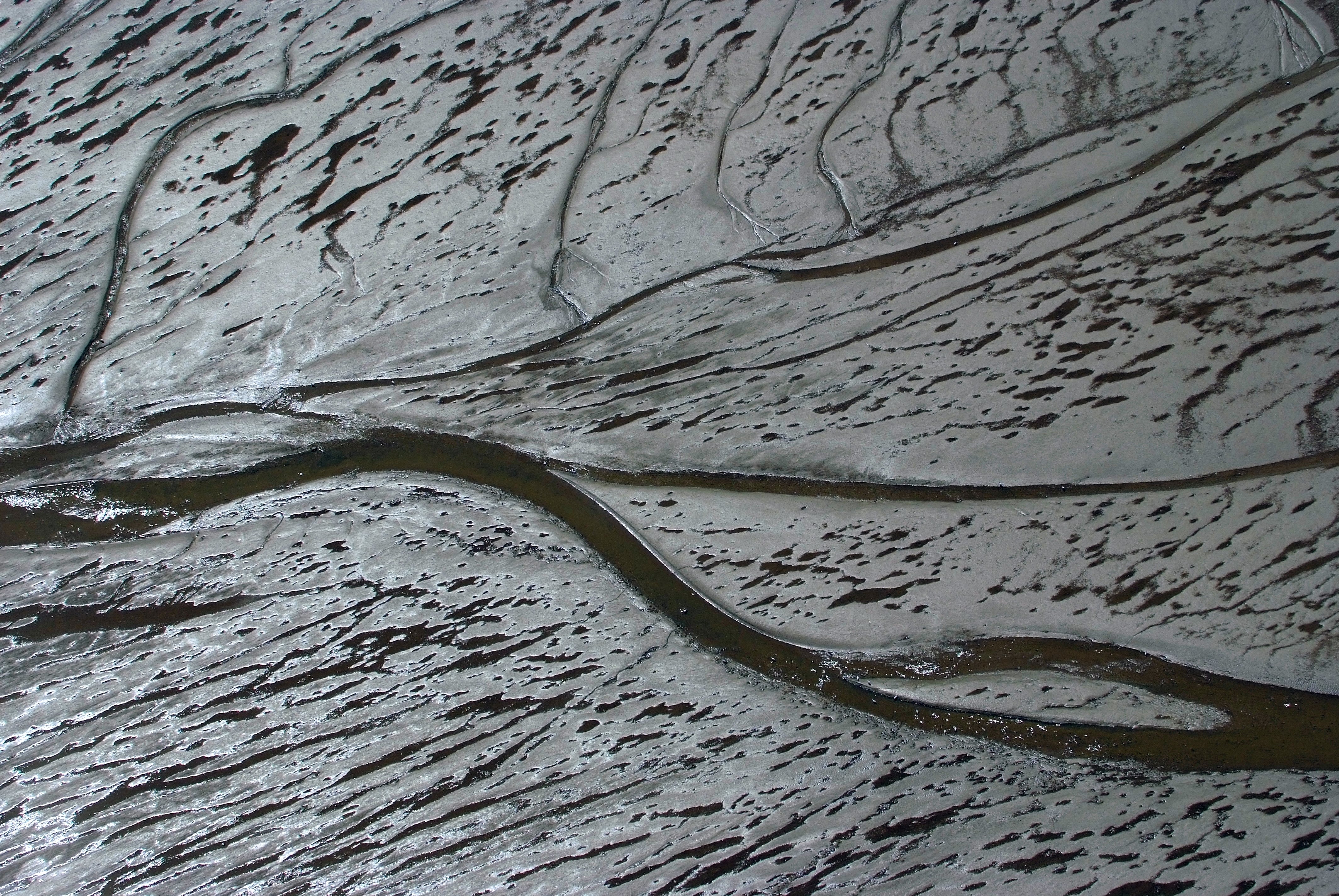
Tidvattenkanaler vid tyska Nordsjökusten.
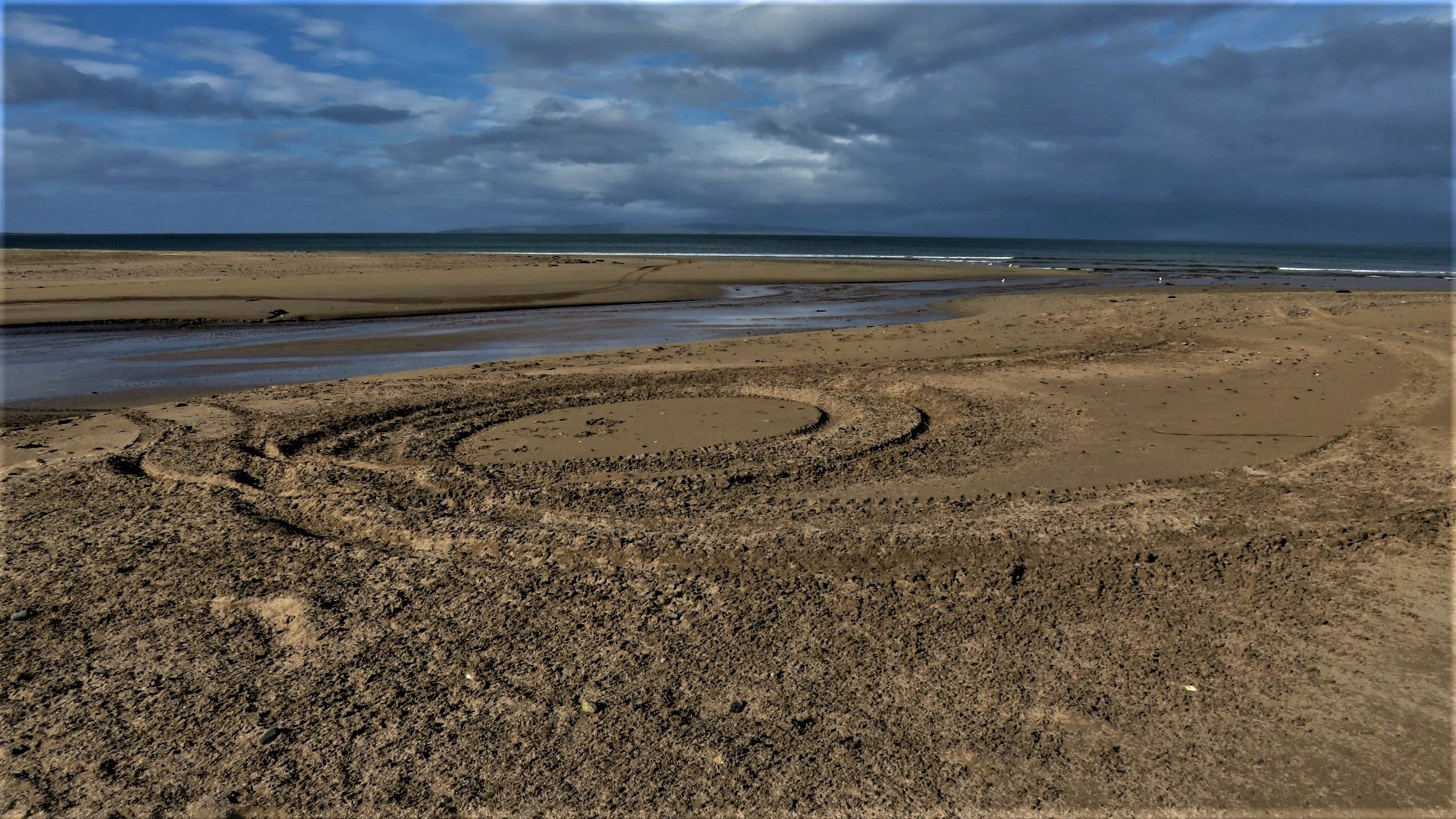
Vid södra Irland.
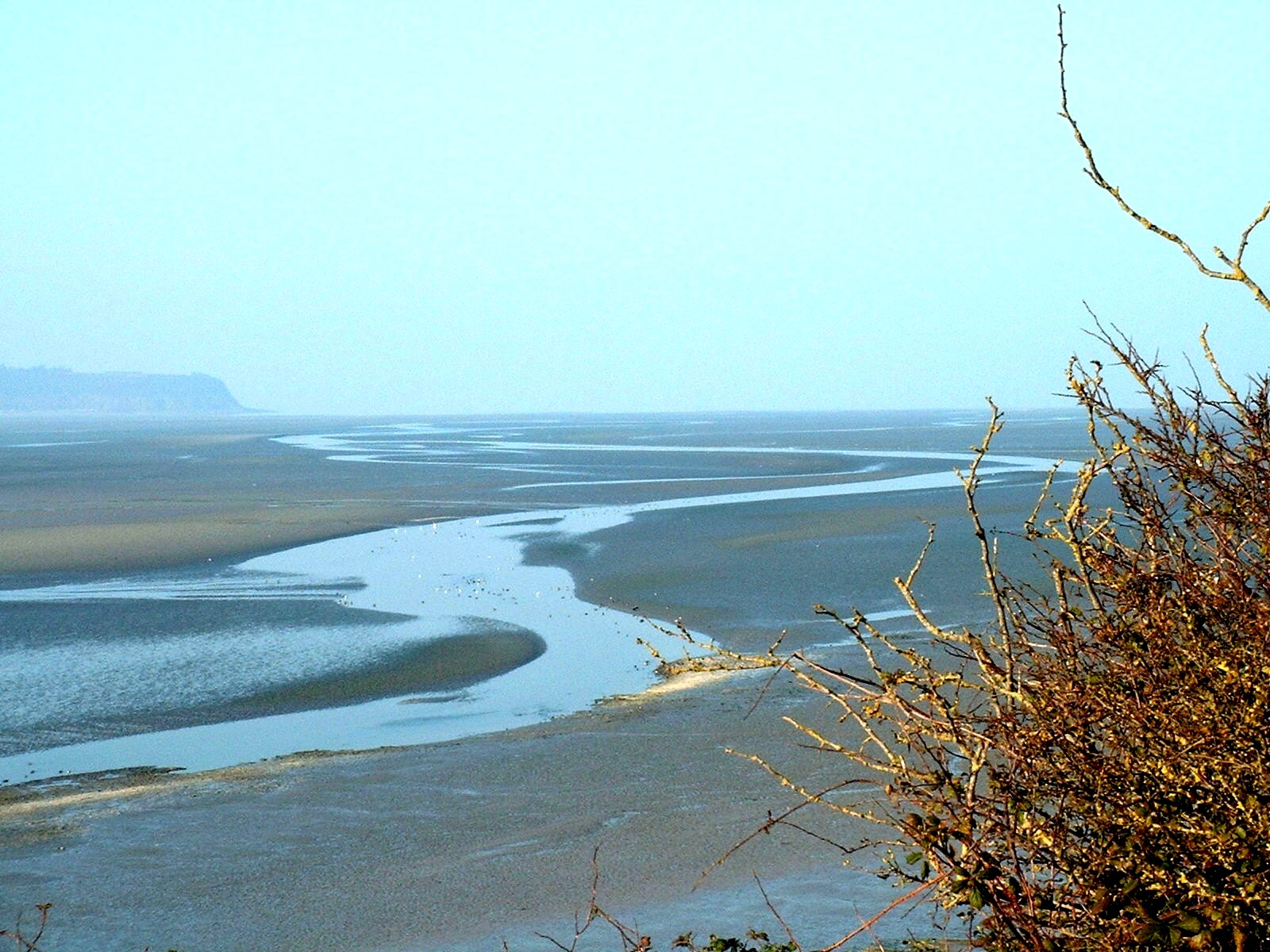
I norra Bretagne.
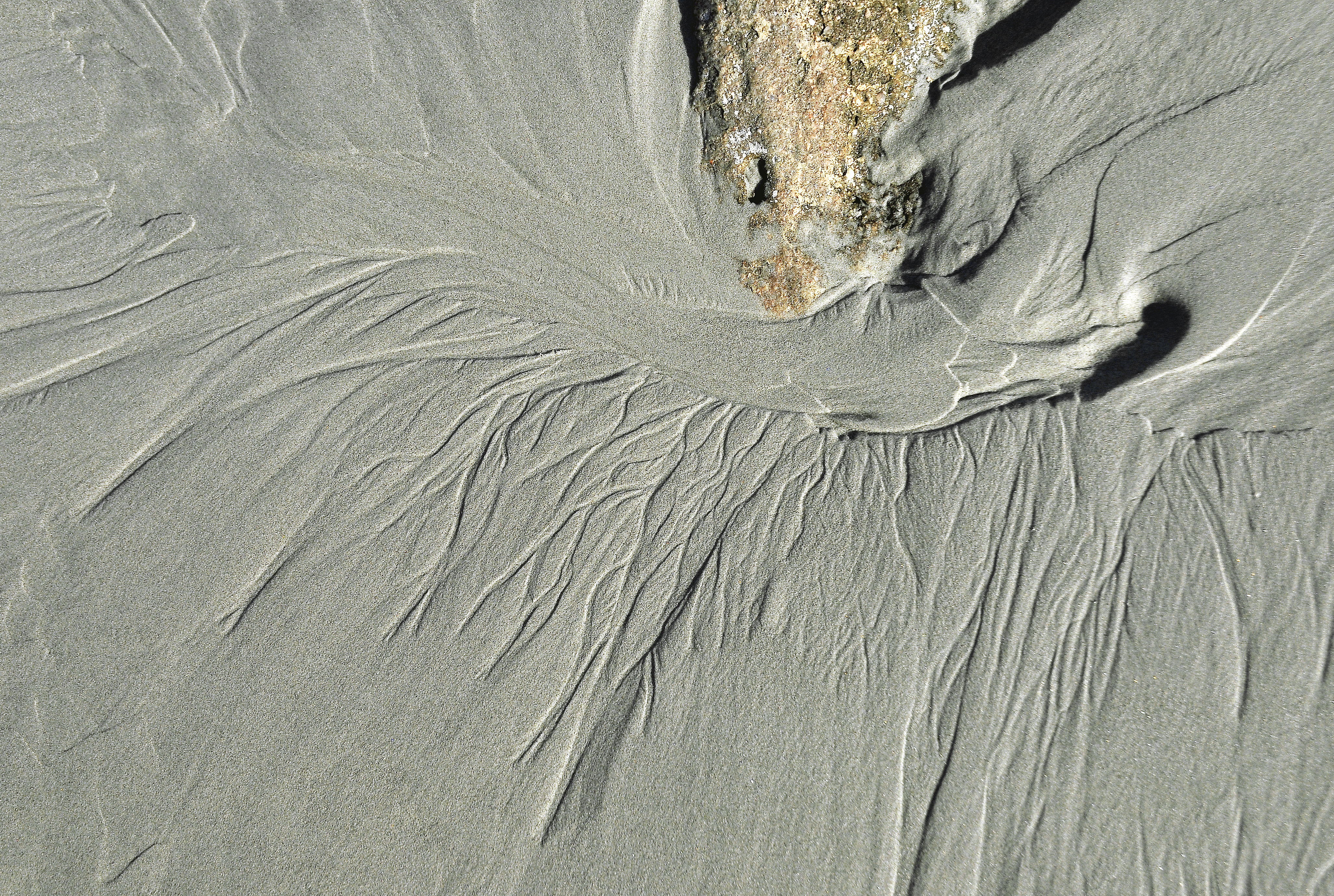
Rester av tidvattenkanaler vid Port Nolloth i Sydafrika.